# 2-га легка дивізія (Третій Рейх)
2-га легка дивізія (Третій Рейх) (нім. 2. Leichte-Division) — легка дивізія Вермахту, що існувала у складі Сухопутних військ Німеччини на початку Другої світової війни. 18 жовтня 1939 переформована на 7-му танкову дивізію.

## Історія
2-га легка дивізія Вермахту була сформована в Гері 10 листопада 1938 у складі IX-го військового округу. У серпні 1939 до її складу входили два (6-й та 7-й) зведених моторизованих кавалерійських полку і бронетанковий підрозділ (66-й танковий батальйон). Вона була задіяна в Польській кампанії, як частина 15-го армійського корпусу (10-та армія, група армій «Південь»). 18 жовтня 1939 дивізія була переформована на 7-му танкову дивізію.

## Райони бойових дій
- Польща (вересень — жовтень 1939)

## Командування

### Командири
- генерал-лейтенант Георг Штумме (нім. Georg Stumme) (10 листопада 1938 — 18 жовтня 1939)